# Asociación de Abogados Democráticos
La Asociación de Abogados Democráticos (AAD) fue un organismo generado del Partido Comunista del Perú-Sendero Luminoso (PCP-SL) encargado de la defensa legal de los senderistas capturados y la captación de militantes para la organización subversiva. Fue fundada en 1977 siendo esta dirigida por la abogada Martha Huatay. En 1985, la Asociación de Abogados Democráticos fue parte de la Primera Conferencia Nacional sobre Derechos Humanos, celebrada en Lima. Tras la captura de Abimael Guzmán, líder del PCP-SL, los miembros de la Asociación de Abogados Democráticos se encargaron de su defensa legal. Alfredo Crespo se convertiría en el nuevo líder de la Asociación de Abogados Democráticos tras la captura de Huatay en 1992. Fue desarticulado en 1993.